# Старокраматорский машиностроительный завод
Ста́рокрамато́рский машиностроительный завод — предприятие в г. Краматорске Донецкой области, Украина
. Расположено между рекой Казённый Торец на востоке и станцией Краматорск на западе, между речкой Маячка на севере и путепроводом по улице Народной на юге.
Градообразующее предприятие в 1890-х — 1930-х гг. В 2009 г. обеспечивал 3 % промышленной продукции Краматорска.

## История
Июль 1896 — предприниматель немецкого происхождения Конрад Гампер выкупил у помещиков Тарановых-Белозеровых участок земли и построил механический завод.
Сентябрь 1896 — завод Гампера начал работу. Производились краны, оборудование для шахт, металлорежущие станки.
1897 — построен литейный цех и механическая мастерская (сейчас на его месте чугунолитейный цех).

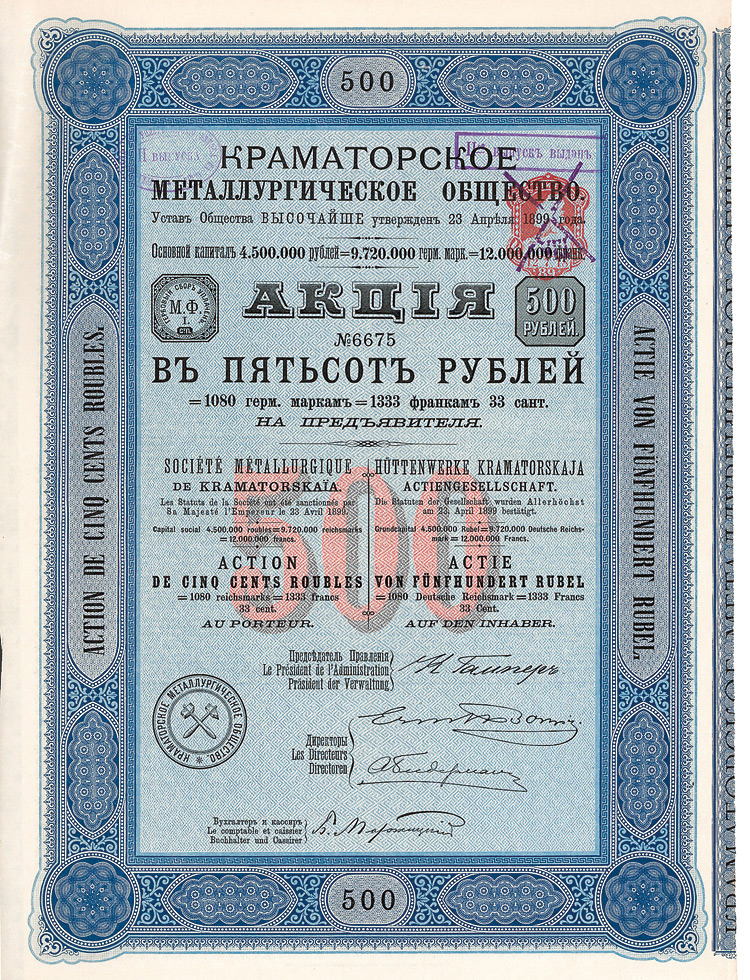
акция КМО в 500 рублей, 1899

15 мая 1899 — на базе машиностроительной компании «В. Фицнер и К. Гампер» учреждёно «Краматорское металлургическое общество» (КМО).

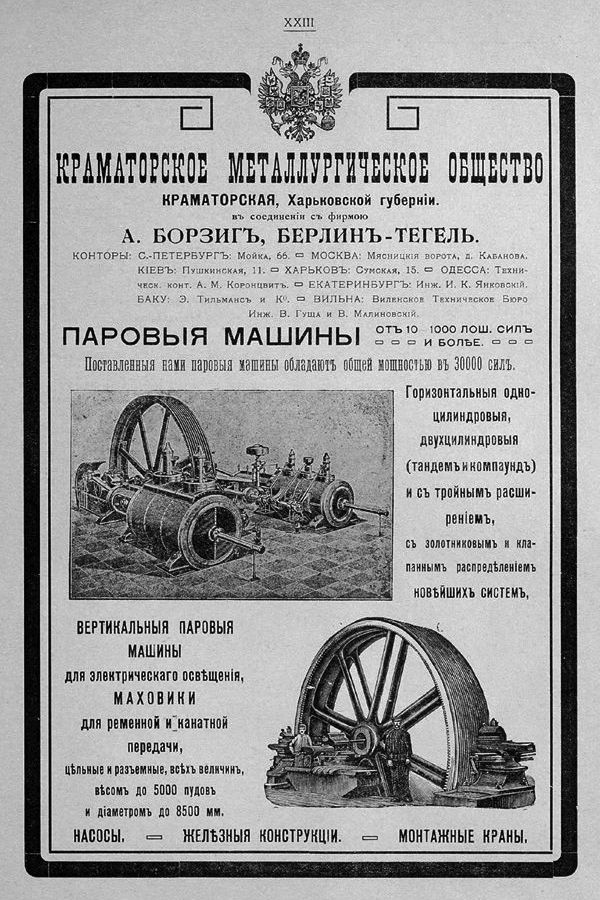
Реклама КМО

Май 1900 — построен механосборочный цех № 1.
1900 — на международной промышленной выставке в Париже машины, выпущенные КМО, награждены Гран-при.
1902 год — открыта заводская трёхлетняя школа.
— начато производство прокатного оборудования.
1904 — построен котельно-кузнечный цех (ныне цех металлоконструкций).
10 февраля 1905 — забастовка рабочих. Избраны советы депутатов, организована милиция.
13 — 15, 18 декабря 1905 — забастовки рабочих. 14 декабря обезоружена полиция, освобождены заключенные тюрьмы. 15 декабря захвачены почта, телеграф и банк. Выступление рабочих подавлено донскими казаками.
В первой половине 1906 на заводе работал Г. И. Петровский.
14 июля 1906 — закрытие завода администрацией из-за бойкота рабочих.
1907 — построено новое здание школы.
— начато производство прокатных станов.
1908 — после заключения договора с немецкой фирмой «Демаг» завод стал специализироваться на прокатном, металлургическом и шахтном оборудовании.
К 1909 на заводе 6 паровых, 75 электрических двигателей и 3 динамо-машины общей мощностью в 7,5 тыс. л. с.; годовое производство — 7 млн руб.
В марте 1909 случилось сильное наводнение, нарушена работа завода.
1910 — на международной промышленной выставке в Париже машины, выпущенные КМО, награждены Гран-при второй раз.
С 1911 разметчиком в котельном цехе работал В. Я. Чубарь.
9 (ст. ст.) мая 1912 — организована пожарная команда.
В 1912 токарем в инструментальном цехе работал Н. М. Шверник.
К 1913 на заводе 265 машин общей мощностью 22,1 тыс. л. с., 2 доменных печи; годовое производство — 12 млн руб. Номенклатура производства: железные конструкции, краны и подъемные машины, лебедки, компрессоры, насосы, паровые машины, сталелитейное оборудование, прокатные машины, прессы.
1913 — основной капитал общества — 7,2 млн руб.
— трёхлетнее училище при заводе стало четырёхлетним.
К началу войны средний месячный заработок работника составлял 39 рублей.
1914 — иностранцы исключены из числа акционеров. В годы войны завод выпускал также и артиллерийские стволы, лафеты, санитарные двуколки, снаряды.
В связи с нехваткой рабочих рук из-за мобилизации с 1914 на завод в качестве рабочих начали принимать женщин.
1915 — построен снарядный цех, в котором работает половина всех рабочих. Осуществлялся также ремонт паровозов.
— из-за мобилизации нехватку рабочих восполнили китайцы.
— построение здание главной конторы (директорат).
В первые годы войны средний месячный заработок работника составлял 36 рублей.
1916 — построен металлический мост через Торец.
— завода пополнились новыми видами станков.
— Приобретено право на 36 лет добычи каменного угля в Черкасской волости.
— владельцы завода получили свыше 5 млн руб. чистой прибыли.
2 марта 1917 — рабочие остановили завод и устроили митинг по поводу Февральской революции.
18 июня 1917 — стачка.

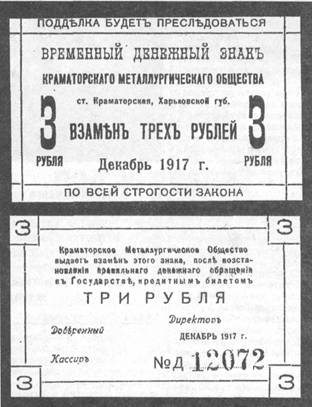
Боны КМО (1917)

1917 год — из-за нехватки денежной массы для расчетов с рабочими и инженерно-техническим персоналом дирекция выпустила временные денежные знаки достоинством 1, 3, 5, 10, 25 и 100 рублей. Бумага бонов КМО имела защиту — водяные знаки, но в обращение они так и не поступили.
1919—1920 — по указу Реввоенсовета построено больше сотни бронепоездов.
17 ноября 1920 — постановлением Президиума Укрсовнархоза завод национализирован, получив название Краматорского государственного машиностроительного и металлургического (КГММЗ или КГМЗ).
17 декабря 1920 — производство остановлено из-за финансового и сырьевого кризиса.
1 июня 1922 — постановлением Президиума Укрсовнархоза завод передан в ведение Управления горной каменноугольной промышленности (Донугля).
1922 — снарядный цех преобразован в подсобный.
— при заводе создана школа ФЗУ.
1 января 1923 — кузнечно-котельный цех разделён на два цеха.
1 октября 1925 — завод выведен из подчинения Донуглю и преобразованы в трест КГММЗ.
1 мая 1927 — создан отдел информации и рационализации.
29 июня 1927 — начала выходить газета «Краматорская домна» (19 сентября 1930 года преобразована в городскую газету «Краматорская правда»).
1928 — впервые в СССР построены металлургические разливочные краны грузоподъёмностью 175—200 т.
1929 — в связи со строительством нового завода тяжёлого машиностроения КГММЗ вошёл в состав комбината «Краммашстрой».
1930 — построены здания проектно-конструкторского отдела (с 16 августа 1946 — центральная лаборатория и отдел главного металлурга) и главного магазина.
6 ноября 1930 — открыт заводской дворец культуры им. Ленина (архитектор А. И. Дмитриев). Разрушен во время войны, новое здание построено в 1944.
8 апреля 1931 — вышел первый номер корпоративной газеты (укр.)«Червоний машинобудівник». С 53-го номера называлась «За металл и машины», в феврале 1933 г.-1935 — (укр.)«Краматорський машинобудівник», с 1935 — «Машиностроитель». Не издавалась с сентября 1941 до 1 октября 1952.
1931 — вместо клёпки применяется электросварка.
— изготовлена 120-тонная станина для первого советского блюминга.
1 июня 1934 — распоряжением Наркомтяжмаша предприятие было разделено на два завода: Старокраматорский машиностроительный и Краматорский металлургический.

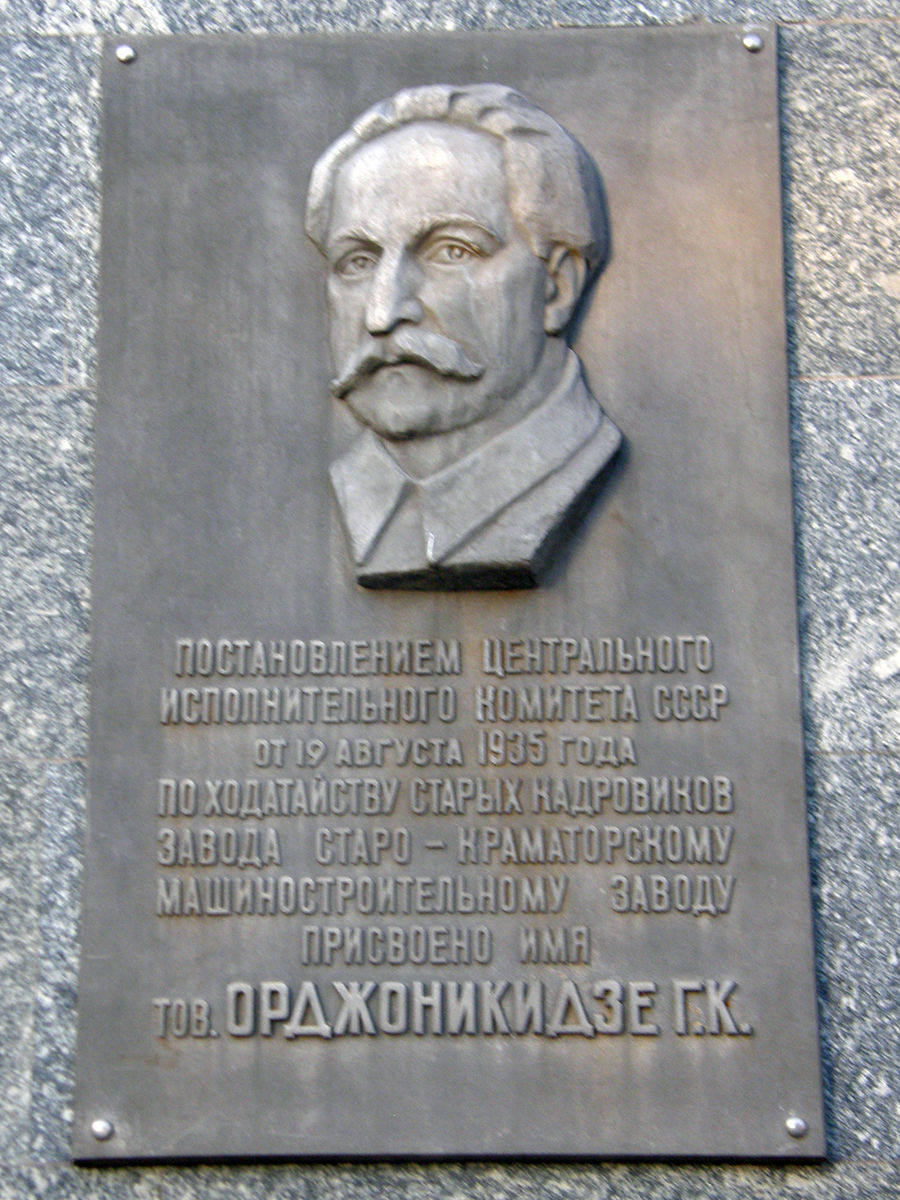
Мемориальная доска о присвоении СКМЗ имени Г. К. Орджоникидзе

19 августа 1935 — завод назван именем Серго Орджоникидзе.
1935 — создана заводская марка: молот внутри пятиконечной звезды, вокруг звезды — полушестерня. Определена специализация завода — кузнечно-прессовое и прокатное оборудование, подъёмные краны.
Июнь 1937 — открыт пионерский лагерь в Святогорске.
1939 — построено здание отдела главного энергетика.
1940 — основан механосборочный цех № 3.
26 июня 1940 — указом Верховного Совета СССР введена 7-дневная рабочая неделя и 8-часовой рабочий день.
Май 1941 — сдан в эксплуатацию механосборочный цех № 4.
Июль-октябрь 1941 — в 4-м цехе производят авиабомбы, во 2-м (ныне инструментальном) — снаряды, в РМЦ — автоматы, в 1-м и 3-м — судовые артиллерийские установки.
1-8 октября завод подвергся целевым налетам люфтваффе. В результате прямых попаданий тяжелых бомб были разрушены два корпуса завода, погибли и были ранены сотни рабочих..
8 октября 1941 — вышло указание Наркомтяжмаша об эвакуации на Иркутский завод тяжёлого машиностроения им. В. В. Куйбышева. Эвакуация продолжалась 12-20 октября. Работать на новом месте завод начал в конце декабря.
Во время оккупации завод принадлежал Круппу.
7 сентября 1943 — началось восстановление СКМЗ.
1943 — подсобный цех превращён в инструментальный.
1945 — построены Петровские проходные.
13 ноября 1945 — создан отдел технической информации.
16 августа 1946 — сформирован отдел главного металлурга.
26 августа 1946 — на площади 4-го цеха организован спеццех № 5 для артиллерийских установок для флота.

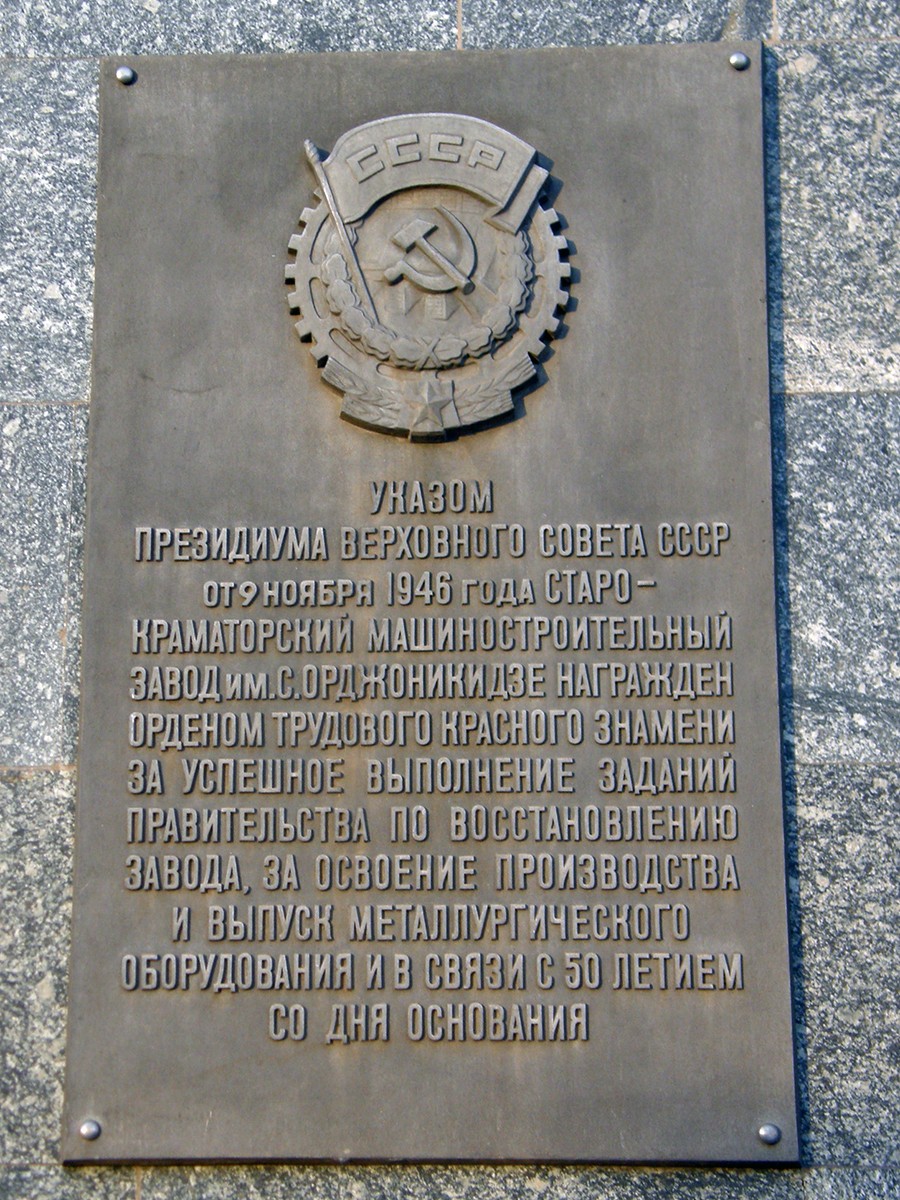
Мемориальная доска о награждении СКМЗ орденом Трудового Красного знамени

9 ноября 1946 — в 50-летний юбилей за своё восстановление после войны, за освоение производства и выпуск металлургического оборудовани завод награждён орденом Красного Трудового Знамени.
Ноябрь 1946 — открыт памятник С. Орджоникидзе (архитектор А. И. Менделевич и скульптор А. А. Тиц).
1946 — в заводе открыты бюсты Ленина и Сталина (ныне не существуют).
1947 — в Ленинграде издана книга Н. И. Древетняка «Гвардия машиностроителей» об истории СКМЗ.
1949 — начат экспорт машин.
Декабрь 1949 — построено новое здание модельного цеха.
В 1952 году изготовлен первый штамповочный 10-тонный паровоздушный молот.
1953 — в 10-м цехе начали выпускать тележки для ракет.
Май 1955 — открыт пионерский лагерь в Святогорске.
1956 — построена фабрика-кухня.
18 апреля 1956 — объединены кузнечный и термический цехи.
1953 — 6 марта 1960 — строительство электростальцеха.
1961 — закончено строительство инженерного корпуса.
1962 — заводская спортивная команда стала называться «Прапор».
1963 — построен цех валков.

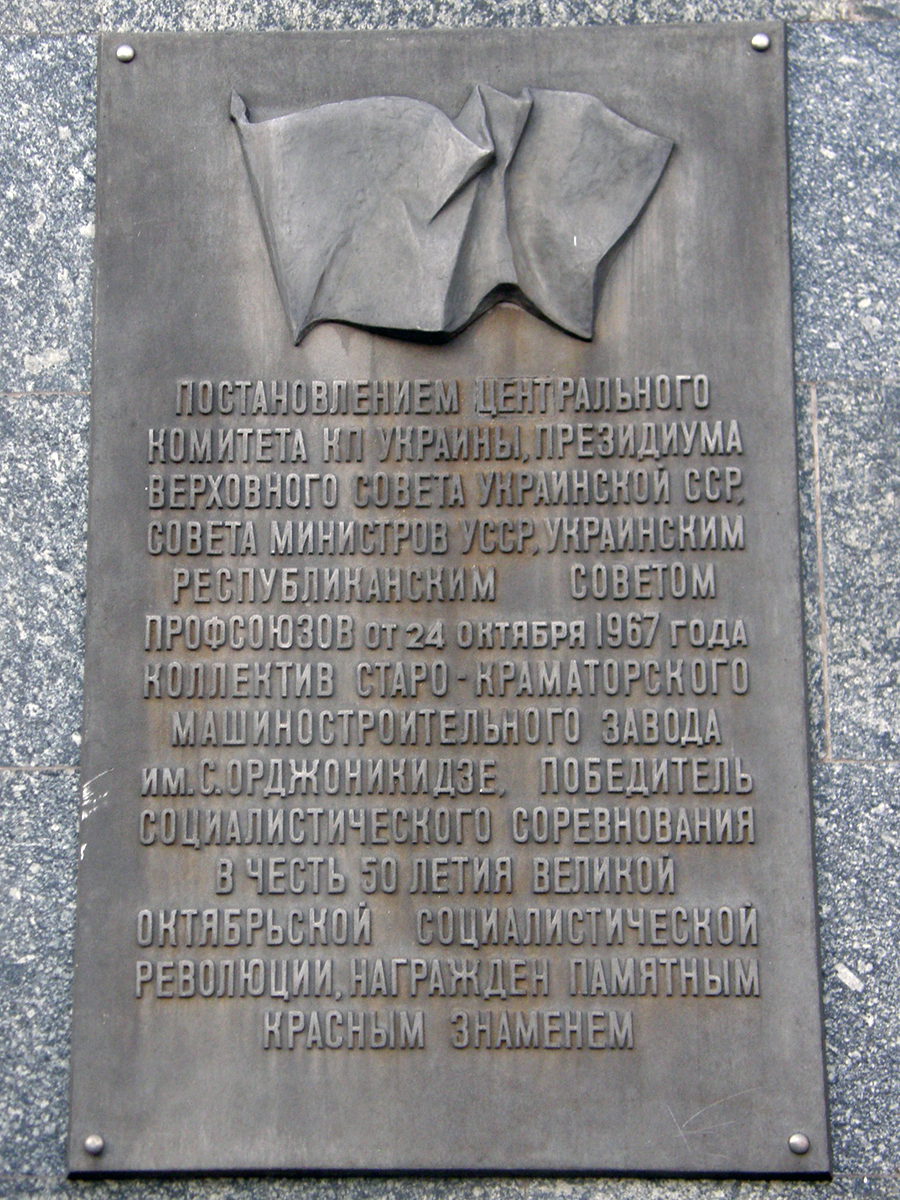
Мемориальная доска о награждении СКМЗ памятным красным знаменем

24 октября 1967 — в честь победы в социалистическом соревновании завод награждён памятным красным знаменем.
4 ноября 1967 — открыт мемориал погибшим в войне заводчанам.

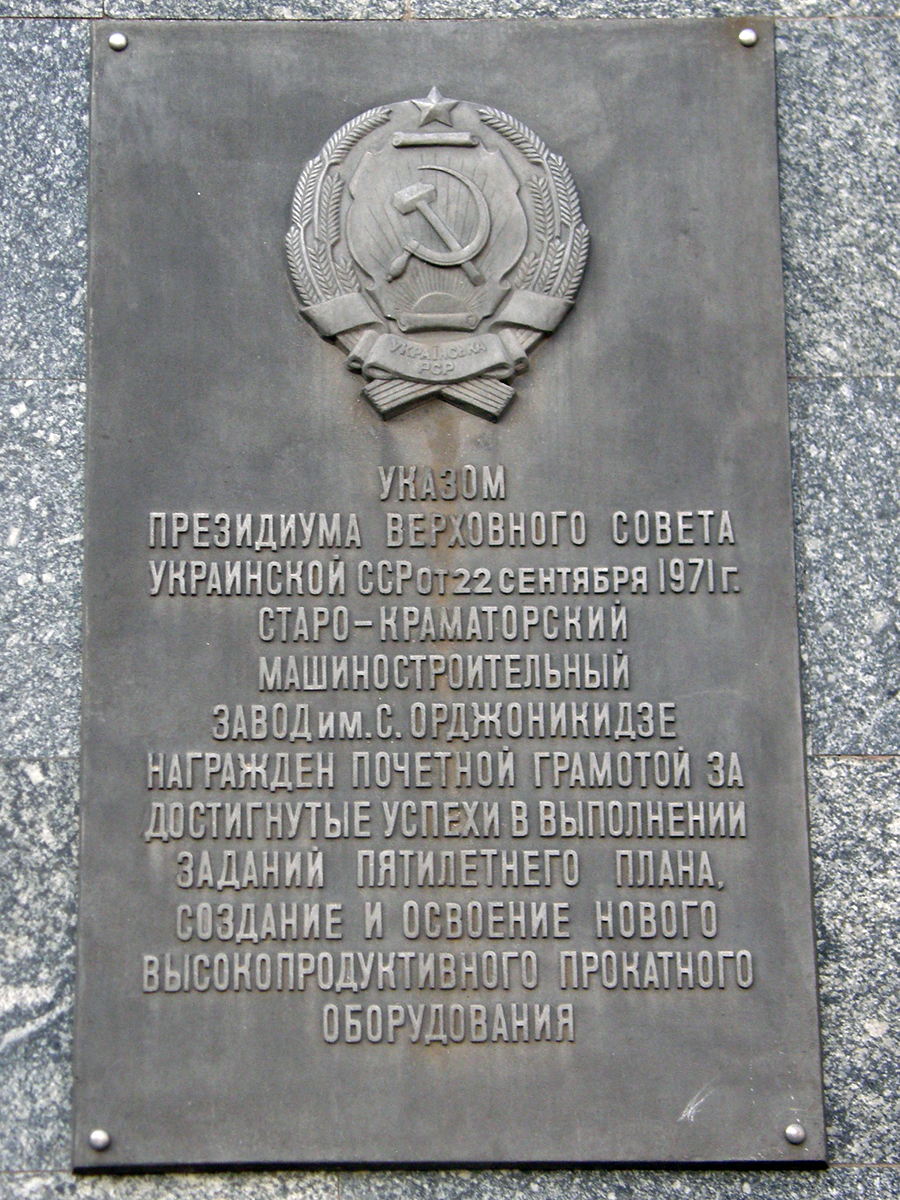
Мемориальная доска о награждении СКМЗ грамотой Верховного Совета УССР

22 сентября 1971 — за освоение нового высокопродуктивного прокатного оборудования завод награждён Почётной грамотой Президиума Верховного Совета УССР.
19 марта 1973 — запущен редукторный цех.
1973 — начал работу информационно-вычислительный центр.
14 сентября 1976 — СКМЗ стал головным предприятием ПО АППО, куда также вошли НИПКТИ и Миллеровский машиностроительный завод им. Гаврилова.
1978 — сдан в эксплуатацию цех по выпуску замков.
1981 — запущен цех валков холодной прокатки.

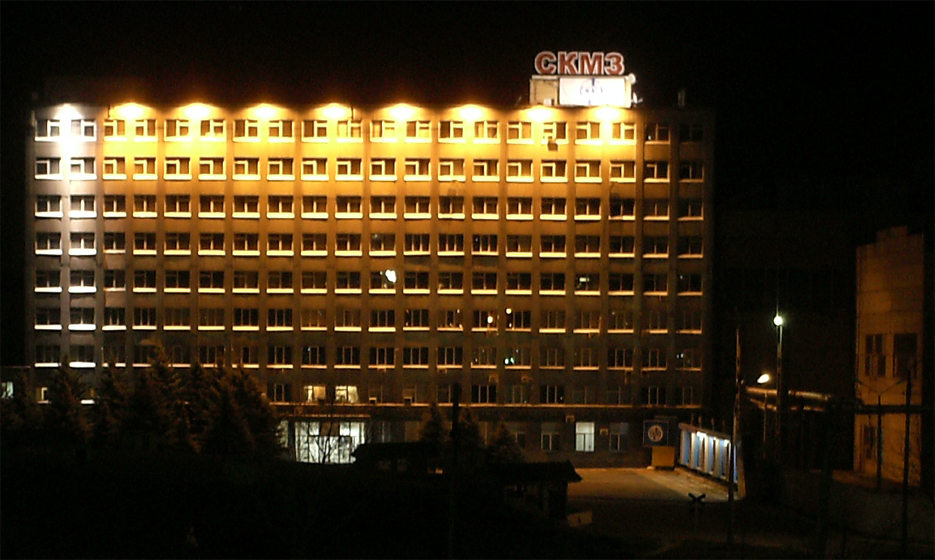
инженерный корпус

1982 — построено 9-этажное административное здание.
30 декабря 1982 — в здании главконторы открыт заводской музей.
1983 — построено здание для отдела автоматизированных систем управления производством (ОАСУП).
20 июля 1990 — запущен цех металлоизделий (биметаллических пластин).
1990 — начато производство товаров народного потребления (мебель, посуда и т. д.).
1991 — открыт цех № 10 по производству труб.
1992 — открыт цех № 11 по выпуску строительных изделий.
— построено здание энергоцеха.
1993 — в механическом цехе был налажен выпуск газовых колонок.
Сентябрь 1993 — начато производство шлакоблока.
3 января 1994 — медико-санитарный цех превращён в поликлинику.
Февраль — 29 мая 1995 — приватизация предприятия. Имущество оценено в 1 триллион 53 миллиарда карбованцев.
1999 — начато производство путевых машин.
2000 — Дворец культуры передан городу.
2006 — начат выпуск коксового оборудования.
— открыт новый цех крупных металлоконструкций.
23 января, 2 февраля 2009 — забастовки рабочих с требованием выплаты долгов по заработной плате и улучшению условий труда.
2016 — инструментальный цех сгорел
2017 — старая компрессорная была снесена
2021 — Сталелитейный цех был снесен.

## Изображения

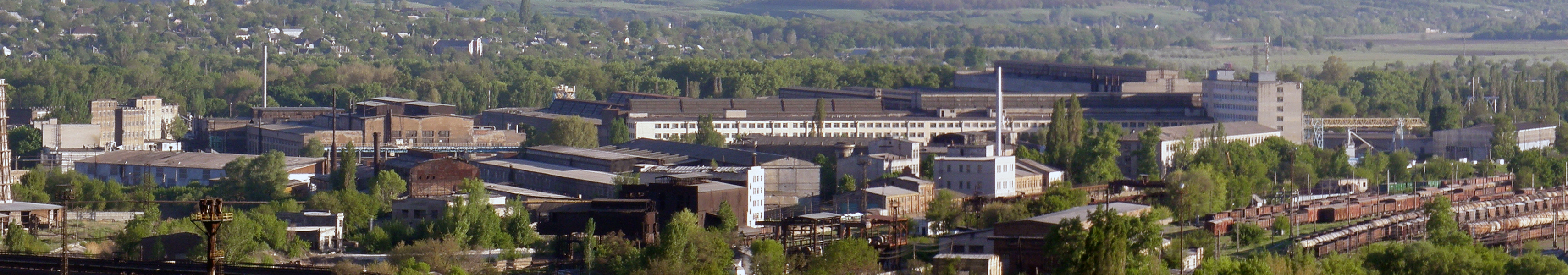
панорама завода

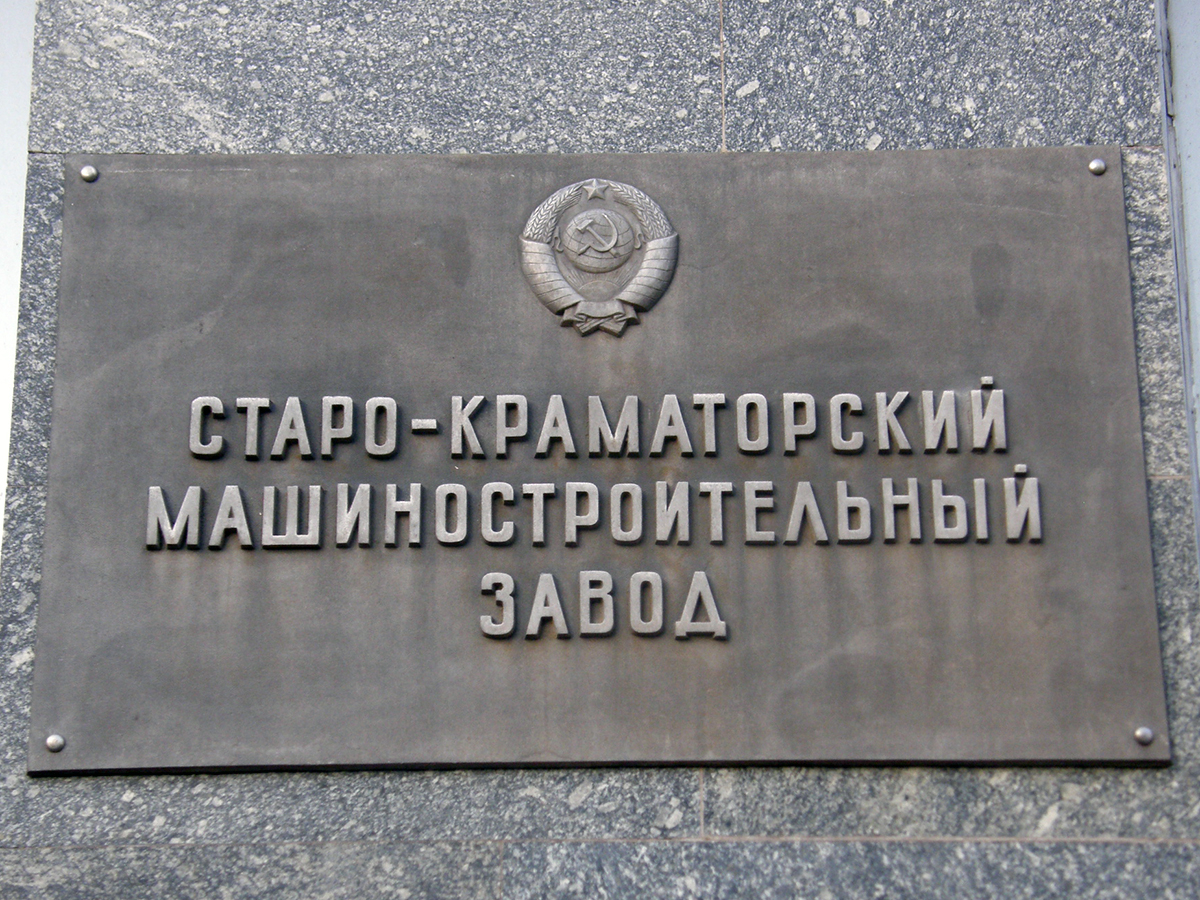
вывеска на инженерном корпусе
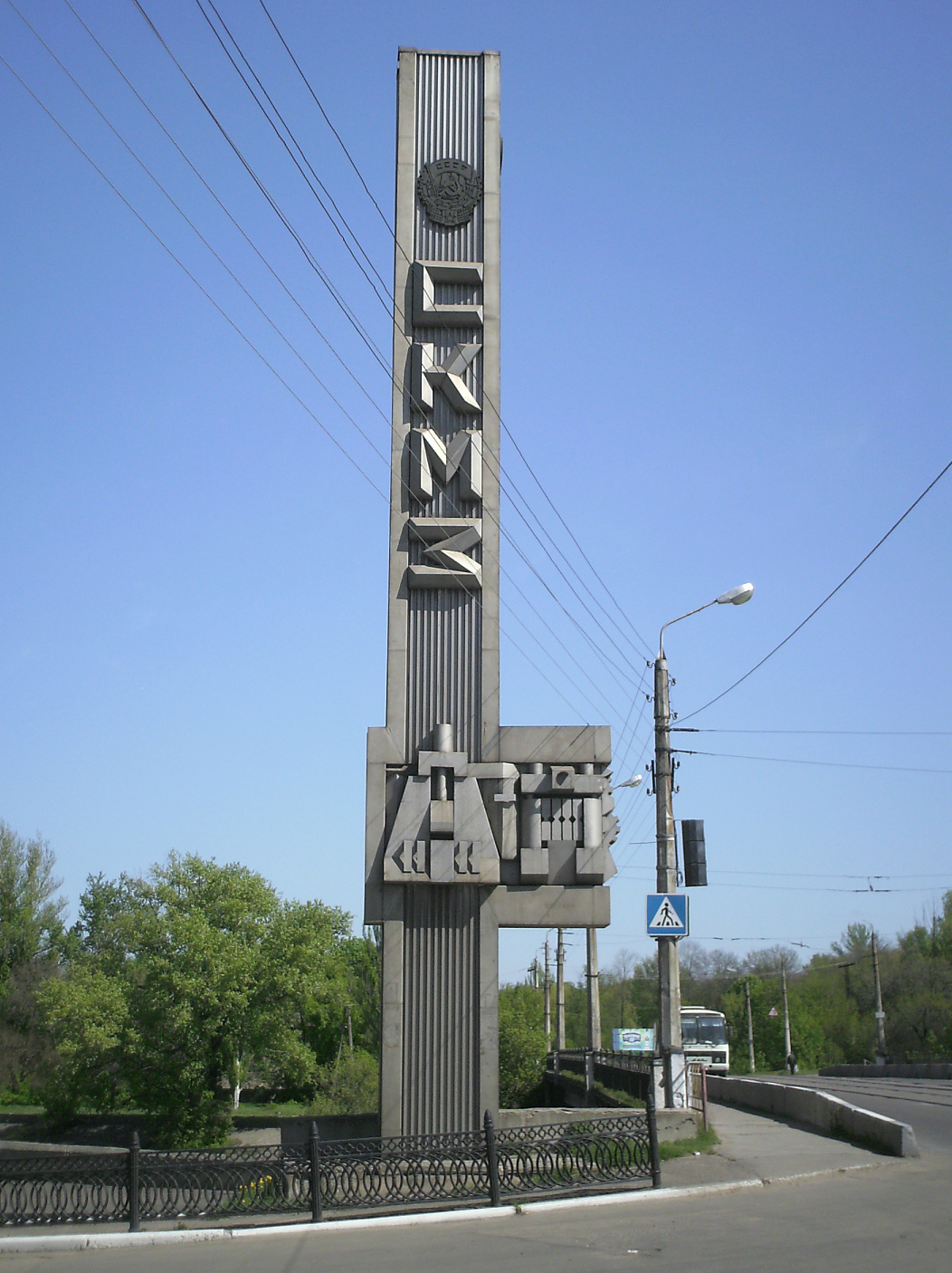
стела между Петровскими проходными у моста через Торец

## Финансы
В 2008 г. продукции реализовано на 320 млн грн. Активы 334 млн грн. Уставный капитал ОАО «СКМЗ» составляет 59 млн грн.
По итогам 2010 года чистая прибыль предприятия составила 15,526 млн гривен.

## Численность сотрудников
| год   | 1897 | 1899 | 1909 | 1912 | 1913 | 1914 | 1916 | 1917 | 1918 | 1921  | 1924  | 1926  |
| ----- | ---- | ---- | ---- | ---- | ---- | ---- | ---- | ---- | ---- | ----- | ----- | ----- |
| чел.  | 400  | 2000 | 1700 | 1470 | 2981 | 1340 | 4063 | 4084 | 2315 | 2000  | 2151  | 5500  |
| завод | КМО  | КМО  | КМО  | КМО  | КМО  | КМО  | КМО  | КМО  | КМО  | КГГМЗ | КГГМЗ | КГГМЗ |

| год   | 1932 | 1936 | 1940 | 1967 | 1990 | 1995 | 2000 | 2006 | 2008 | 2010 | 2014 | 2015 | 2016 |
| ----- | ---- | ---- | ---- | ---- | ---- | ---- | ---- | ---- | ---- | ---- | ---- | ---- | ---- |
| чел.  | 4200 | 5530 | 3201 | 7189 | 6539 | 4529 | 4200 | 1942 | 2292 | 1400 | 1097 | 1076 | 1015 |
| завод | СКМЗ | СКМЗ | СКМЗ | СКМЗ | СКМЗ | СКМЗ | СКМЗ | СКМЗ | СКМЗ | СКМЗ | СКМЗ | СКМЗ | СКМЗ |